# ملی‌گرایی افغان

سه رنگ سنتی «سیاه، قرمز، سبز» از نمادهای ملی‌گرایی افغانستان است

ملی‌گرایی افغان یا ناسیونالیسم افغان یا پان‌افغانیسم اعتقاد یا ادعای این است که مردم افغانستان یک ملت واحد هستند. ملی‌گرایان افغان یکپارچگی فرهنگی همه مردم افغانستان را ترویج می‌کنند.

## تاریخچه
استدلال می‌شود که ملی‌گرایی افغان در بین سال‌های ۱۹۰۱ تا ۱۹۲۹ آغاز شده‌است. بیشتر باورهای ملی‌گرایانه در افغانستان، ریشه در جنبش‌های پسااستعماری دارد که پس از استقلال امارت افغانستان از امپراتوری بریتانیا در سال ۱۹۱۹ پس از جنگ سوم انگلیس و افغانستان به وجود آمده‌اند.
ملی‌گرایی افغان در اواخر دههٔ ۱۹۸۰ در زمان محمد نجیب الله به‌طور فزاینده‌ای برجسته شد. ایدئولوژی حزب حاکم (پرچم) به‌تدریج به یک اتحاد پان افغانی در برابر آنچه تهدید پاکستان خوانده می‌شود تغییر کرد.
پس از هجوم طالبان در سال ۲۰۲۱ و تسلط متعاقب آن بر افغانستان، بسیاری در افغان‌های مقیم خارج، عمدتاً اعضای غیر پشتون، شروع به ارزیابی مجدد ناسیونالیسم افغان و نقد ملی‌گرایی پشتون کردند. برخی از آنها با استدلال به آزار و اذیت تاریخی هزاره‌ها ملی‌گرایی افغان و همچنین ملی‌گرایی هزاره را علیه ملی‌گرایی پشتون اعلام کردند.

## باورها
ملی‌گرایان افغان، دست‌کم از نظر تاریخی، تلاش کرده‌اند تا هویت ملی افغانستان را به‌عنوان یک ملت متحد افغانستان با فرهنگ و تاریخ مشترک بسازند. بعضی از ملی‌گرایان افغان تمایل به مواضع محافظه‌کار راست‌گرایانه مانند مواضع اسلامی دارند.